# Progressive segmented Frame
Il Progressive segmented Frame, abbreviato anche come PsF, sF, SF e, in italiano, Fotogramma progressivo Segmentato, è un sistema di registrazione e archiviazione per la televisione ad alta definizione, progettato per acquisire, registrare, modificare e distribuire contenuti a scansione progressiva utilizzando sistemi e apparecchiature a scansione interlacciata.

## Storia
Il PsF è stato progettato per semplificare la conversione di contenuti cinematografici in standard televisivi differenti, e anche come metodo di scambio per emittenti a livello mondiale. Entrata nell'uso dell'industria cinematografica alla fine degli anni 90, l'implementazione originale era orientata alla produzione di contenuti 24PsF. Le apparecchiature già esistenti dovettero essere modificate per supportare una modalità 48i per funzionare correttamente con questo standard.
Con il PsF, un fotogramma progressivo è suddiviso in due "segmenti", con le linee dispari su un segmento e quelle pari sull'altro. Dal punto si vista del segnale, questa struttura è identica a un segnale interlacciato con l'unica differenza che non c'è movimento tra i due semiquadri, che rappresentano lo stesso identico istante. Questo permette al video progressivo di essere elaborato e trasportato con la stessa circuiteria.
L'introduzione del formato segmentato fu all'origine di qualche polemica. Alcuni produttori osservarono una certa complicazione inutile creata da questo procedimento, e che investire su un formato nativamente progressivo sarebbe stata un'idea migliore. Altri accusarono direttamente la Sony Pictures di favorire la sua casa madre, in quanto produttrice all'epoca di apparecchiature per il video interlacciato. Charles Poynton, un'autorità nel campo della televisione digitale, affermò in un suo libro che "I proponenti dello schema [PsF] sostengono la compatibilità con i procedimenti e le apparecchiature interlacciate, a mio modo di vedere un obiettivo dubbio." William F. Schreiber, ex direttore dell'Advanced Television Research Program presso il MIT, avanzò inoltre il sospetto che il continuo sostegno all'interlacciamento derivasse dal desiderio delle aziende produttrici di sistemi per uso domestico di rientrare dai sostanziosi investimenti fatti a sostegno di una tecnologia che rischiava di essere obsoleta.
Nonostante le critiche, lo schema PsF divenne presto uno standard per applicazioni cinematografiche di alta qualità destinate alla televisione. Uno degli usi documentati è l'edizione in DVD del film Terminator 2 - Il giorno del giudizio, eseguita nel 2003 da Artisan e THX. Il film originale a 24 fotogrammi al secondo fu convertito in PsF e registrato su nastri D5 HD, da cui fu poi creato un master digitale identico alla pellicola originale, con la possibilità di eseguire tutta l'edizione digitalmente. Lo stesso master digitale sembra essere stato usato per la versione in Blu-ray Disc del 2006.
Il PsF divenne anche un sistema di ripresa per telecamere in campo professionale. È usato nelle telecamere HDCAM e XDCAM, inclusa la famosa CineAlta HDW-F900 usata da George Lucas per le riprese di Star Wars Episodio II - L'attacco dei cloni, e da Alexander Sokurov per Arca russa, interamente in digitale.

## Modalità di scansione

### 24PsF e 23PsF
Il 24PsF (indicato anche come 48sF, 1080sf24 o 1920x1080/24/1:1SF) è il formato a fotogramma segmentato originale, utilizzato in campo professionale per telecinema, realizzazione di master digitali e interscambio di video tra emittenti. Con una maggiore diffusione, questo formato potrebbe diventare il primo standard video a diffusione mondiale, un campo fino a oggi riservato alla cinematografia in pellicola.
Il 23PsF (indicato anche come 1080sf23 o 1920x1080/23.98/1:1SF) è una variante con una cadenza di ripresa leggermente minore, utilizzato spesso per produzioni ad alta definizione con l'esigenza di generare contemporaneamente anche un segnale standard a 525 linee (cioè a 59.94 Hz).

### 25PsF
Il 25PsF (indicato anche come 1080sf25 o 1920x1080/25/1:1SF) è usato nei sistemi a 50 Hz, per la produzione di materiale destinato alla distribuzione televisiva e girato direttamente in formato elettronico.

### 30PsF e 29PsF
Il 30PsF (indicato anche come 30p, 1080sf30 o 1920x1080/30/1:1SF) e il 29PsF (1080sf29 o 1920x1080/29.97/1:1SF) sono usati qualche volta nei sistemi a 60 Hz, soprattutto per sitcom e spettacoli musicali.
La diffusione di questi due formati è abbastanza limitata, dal momento che allo stato attuale della tecnologia pochi televisori sono in grado di deinterlacciarli correttamente.

## Il Frame Shutter Mode
Il Frame Shutter Mode è il nome con cui la Sony chiama un proprio sistema di scansione progressiva per le telecamere a CCD. In questa modalità, la telecamera riprende una serie di immagini indipendenti, alla frequenza di 15 o 30 (NTSC), o 12,5 o 25 (PAL), fotogrammi al secondo. Queste immagini sono poi combinate come fotogrammi interlacciati standard come nel PsF. Il risultato è un segnale a scansione progressiva compatibile con i tradizionali sistemi interlacciati.
La Sony utilizza questa tecnologia in prodotti amatoriali e professionali e anche per acquisire immagini fisse. Per esempio, il camcorder MiniDV DCR-HC96 MiniDV dispone di un modo progressivo 30p (la versione europea, il DCR-HC96E, ha il 25p corrispondente). Questa tecnologia viene impiegata anche in applicazioni di telesorveglianza.

## Confronto tra PsF e pulldown 2:2
La tecnologia a fotogramma segmentato è simile al pulldown 2:2, usato comunemente nei sistemi a 50 Hz per il trasferimento di materiale cinematografico. Con questo sistema, ogni fotogramma di pellicola viene scansionato in due semiquadri. Per adattare la frequenza, in passato si aumentava la velocità della pellicola del 4%, mentre le tecniche moderne prevedono l'inserimento di un semiquadro in più ogni 12. A differenza del PsF, però, il pulldown 2:2 prevede un filtro per evitare l'effetto twitter, che non è necessario nel primo caso.